# 郗徽
郗 徽（ち き、468年 - 499年）は、南朝梁の武帝蕭衍の即位前に死別した正室。南朝宋の文帝の外孫娘。蕭衍が南朝梁を建てた後、皇后に追尊された。本貫は高平郡金郷県。

## 経歴
宋の太子舎人の郗燁（郗鑒の曾孫の郗紹の子）と尋陽公主（宋の文帝の娘）のあいだの娘として生まれた。幼くして聡明で、隷書を得意とし、史伝を読んだ。宋の後廃帝が後宮に入れようとしたが、病を理由に固辞した。斉の初年に、安陸王蕭緬が求婚したが、やはり断った。建元末年、蕭衍にとついだ。永興公主蕭玉姚・永世公主蕭玉婉・永康公主蕭玉嬛の3女を生んだ。
永泰元年（498年）、蕭衍は雍州刺史となると先に赴任して、後になって郗徽を迎えた。郗徽が雍州に到着してまもなく、永元元年（499年）8月に襄陽の官舎で死去した。享年は32。この年のうちに南徐州南東海郡武進県の東城里山に葬られた。中興2年（502年）、蕭衍が相国・梁公になると、郗徽に梁公妃の位が贈られた。蕭衍が即位すると、皇后に追尊された。陵墓は脩陵といった。
武帝は自身の生前には、他の女性を皇后にすることがなかった。

## 伝説
郗徽は嫉妬心が強く、死後、龍に変じ後宮に入った。武帝は体調を崩し、龍は井戸水を洪水にしたという。これは『南史』に記されている。

## 伝記資料
- 『梁書』巻7 列伝第1 皇后
- 『南史』巻12 列伝第2 后妃下